# Gilson Alves Santana
Gilson Alves Santana & Cia Ltda., auch Kiwi End Power Snake Cars genannt, ist ein brasilianisches Unternehmen im Bereich von Automobilen sowie ehemaliger Automobilhersteller.

## Unternehmensgeschichte
Gilson Alves Santana gründete das Unternehmen am 27. März 2002 in Vinhedo als Autowerkstatt und Restaurationsbetrieb. Außerdem begann er mit der Produktion von Automobilen im Kundenauftrag. Der Markenname lautete Power Snake. Während sich eine Quelle nicht zum Produktionszeitraum äußert, gibt eine zweite Quelle den Zeitraum von 2000 bis 2010 an.

## Fahrzeuge
Das einzige Modell war die Nachbildung des AC Cobras. Die Basis bildete ein Fahrgestell von Ford, wobei die Modelle Ford Galaxie, Ford Landau und Ford LTD in Frage kamen. Darauf wurde eine offene zweitürige Karosserie montiert.